# آدام زولاتین
آدام زولاتین (به انگلیسی: Adam Zolotin) (زاده ۲۹ نوامبر ۱۹۸۳)، بازیگر آمریکایی است.
از فیلم‌های معروف او می‌توان به فیلم جک اشاره کرد.